# Christian Hjermind
Christian Hjermind (* 25. Juli 1973 in Kopenhagen, Dänemark) ist ein ehemaliger dänischer Handballspieler.

## Karriere
Christian Hjermind begann mit dem Handballspiel bei Virum-Sorgenfri HK, wo er bereits seine späteren Weggefährten Ian Marko Fog und Klavs Bruun Jørgensen kennenlernte. Nach seinem Wechsel zu HIK Håndbold debütierte er 1994 in der dänischen Håndboldligaen. Schnell gehörte der Rechtsaußen zu den Leistungsträgern seines Teams, wurde Nationalspieler und in der Saison 1994/95 zweitbester Torschütze der Liga. 1996 wollte er eigentlich zu einem dänischen Spitzenclub wie KIF Kolding oder GOG Gudme wechseln, als aber der deutsche Verein SG Flensburg-Handewitt anfragte und Hjermind unter Vertrag nahm. Mit den Fördestädtern gewann er 1996, 1997, 1999 und 2000 die deutsche Vizemeisterschaft, 2000 den DHB-Supercup, 1997 den EHF-Cup, 1999 den City-Cup sowie 2001 den Europapokal der Pokalsieger. Im Jahr 1997 wurde er zu Dänemarks Handballer der Jahres gewählt.
Hjermind verabschiedete sich 2001 aus Flensburg und wechselte zu BM Ciudad Real in die spanische Liga ASOBAL. Hier gewann er 2003 den Copa del Rey de Balonmano sowie 2002 und 2003 den Europapokal der Pokalsieger. Mit 30 Jahren kehrte er in seine Heimat Dänemark zurück und heuerte bei KIF Kolding an, wo er noch einmal 2005 und 2006 dänischer Meister sowie 2005 und 2007 dänischer Pokalsieger wurde. Während der Saison 2007 meldete sich sein alter Arbeitgeber BM Ciudad Real wieder: Hjerminds Nachfolger Mirza Džomba wollte Ciudad Real im Sommer 2007 in Richtung Zagreb verlassen, der als Ersatz eingeplante Luc Abalo wollte aber erst im Sommer 2008 kommen. So sagte Hjermind zu, in der Saison 2007/08 noch einmal für seinen alten Club aushelfen zu wollen.
Hjermind kehrte im Januar 2008 nach Kolding zurück, da im Kader von Ciudad Real zu viele Ausländer standen und mit Roberto García Parrondo ein weiterer Außenspieler verpflichtet werden konnte. Ab März 2008 war er bei KIF als Manager tätig. Anschließend hatte Hjermind seine Karriere als Spieler beendet, jedoch wurde er in der Saison 2008/09 nochmals reaktiviert, als KIF mehrere verletzungsbedingte Ausfälle zu beklagen hatte. Nachdem der Däne 2009 mit KIF die dänische Meisterschaft gewonnen hatte, war er anschließend nur noch als Manager aktiv. Im November 2010 gab er dieses Amt ab und gründete eine eigene Firma. Im Dezember 2020 kehrte er zu KIF Kolding zurück und übernahm das Amt des Geschäftsführers. Diese Tätigkeit übte er bis April 2025 aus.
Christian Hjermind bestritt in seiner Laufbahn 170 Länderspiele für die dänische Männer-Handballnationalmannschaft. In der Statistik der meisten Tore für sein Land belegt er mit 595 Treffern den siebten Platz. Bei den Europameisterschaften 2002 und 2004 gewann er Bronze.